# Хани Або Рида
Хани Або Рида (араб. هاني أبو ريدة‎; 14 августа 1953, Порт-Саид, Египет) — высокопоставленный футбольный функционер, Президент Египетской футбольной ассоциации, член исполнительного комитета ФИФА (Federation Internationale de Football Association FIFA — Международная федерация футбола ФИФА) (с 2009), президент комитета ФИФА по стадионам и безопасности, член исполнительного комитета Африканской конфедерации футбола.
В юности играл в составе Порт-Саидского футбольного клуба «Аль-Масри», но получив серьёзную травму, вынужден был оставить футбольную карьеру.
Позже, получил специальность инженера, в 1979 году основал собственный бизнес. В 1991 году стал членом правления Египетской футбольной ассоциации.
Вице-президент Чемпионата мира по футболу среди юношеских команд 1997 г..
С 2004 года начал карьеру футбольного функционера в ФИФА.
В 2007—2010 годах — член Организационного комитета чемпионата мира по футболу (до 20 лет). Президент Чемпионата мира по футболу среди молодёжных команд 2009 г.
Помощник Президента Государственной комиссии и комиссии по безопасности Египта.
Член Организационного комитета Чемпионата мира по футболу. Президент игр Кубка африканских наций 2006 г. Президент Чемпионата Африки по футболу среди молодёжных команд 2011 г. (до 23-х лет).
Член Совета ФИФА — с мая 2017 года.